# لورن مورچیسون
لورن مورچیسون (انگلیسی: Loren Murchison؛ ۱۷ دسامبر ۱۸۹۸ – ۱۱ ژوئن ۱۹۷۹) دونده اهل ایالات متحده آمریکا بود.
وی در مسابقات کشوری و بین‌المللی در مجموع برندهٔ ۲ مدال طلا شده‌است.